# Carolina Geijssen
Carolina Cornelia Catharina "Carry" Geijssen, née le 11 janvier 1947 à Amsterdam est une ancienne patineuse de vitesse néerlandaise.

## Biographie
Aux Jeux olympiques d'hiver de 1968 organisés à Grenoble, Johanna Schut est médaillée d'or sur 1 000 mètres avec 3 dixièmes d'avance juste après avoir obtenu l'argent sur 1 500 mètres. Elle est devenue à cette occasion, la première néerlandaise à obtenir un titre olympique dans cette discipline.

## Palmarès
| Compétition                               | Or             | Argent           | Bronze |
| Jeux olympiques                           | 1968 (1 000 m) | 1968 (1 500 m)   |        |
| Championnats du monde toutes épreuves     |                |                  | 1968   |
| Championnats des Pays-Bas toutes épreuves | 1966           | 1965, 1967, 1968 |        |

## Records personnels
| Distance     | Temps        | Année |
| ------------ | ------------ | ----- |
| 500 mètres   | 45 s 9       | 1970  |
| 1 000 mètres | 1 min 31 s 5 | 1969  |
| 1 500 mètres | 2 min 21 s 3 | 1968  |
| 3 000 mètres | 5 min 0 s 8  | 1968  |